# Tancredo de Bari
Tancredo de Altavilla (c. 1119-1138) fue príncipe de Bari y de Tarento desde 1132 hasta su muerte. Fue hijo del rey Roger II de Sicilia y su esposa Elvira, hija de Alfonso VI de León.
En 1132 fue nombrado príncipe de Bari por su padre en reemplazo del rebelde Grimoaldo, contando en ese entonces con trece o catorce años. Siendo adulto, se convirtió junto con sus hermanos Roger, duque de Apulia y Alfonso, príncipe de Capua en los segundos al mando de su padre en la península, mientras este permaneció en Sicilia. A su muerte, Guillermo, otro de sus hermanos, heredó sus títulos y posesiones.
| Predecesor: Grimoaldo | Príncipe de Bari 1132-1138    | Sucesor: Jaquintus |
| Predecesor: Roger     | Príncipe de Tarento 1132-1138 | Sucesor: Guillermo |